# Хайнрих XXVI (Шварцбург-Бланкенбург)
Хайнрих XXVI фон Шварцбург-Бланкенбург (на немски: Heinrich XXVI von Schwarzburg-Blankenburg; * 23 октомври 1418; † 13 януари или 26 ноември 1488) е граф на Шварцбург-Зондерсхаузен-Бланкенбург, във Вахселбург (1450).
Той е син на граф Хайнрих XXIV фон Шварцбург-Зондерсхаузен-Бланкенбург († 1444) и съпругата му принцеса Катарина фон Брауншвайг-Волфенбютел († 1436/1439), дъщеря на херцог Фридрих I фон Брауншвайг-Волфенбютел († 1400) и Анна фон Саксония-Витенберг († 1440).
Хайнрих XXVI фон Шварцбург-Бланкенбург умира на 13 януари или 26 ноември 1488 г. на 69 години и е погребан в Арнщат.

## Фамилия
Хайнрих XXVI фон Шварцбург-Бланкенбург се жени на 15 юли 1434 г. в Клеве за принцеса Елизабет фон Клеве (* 1 октомври 1420; † март 1488), дъщеря на херцог Адолф II фон Клеве-Марк († 1448) и Мария Бургундска († 1463). Те имат 11 деца:
- Гюнтер XXXVI граф фон Шварцбург-Бланкенбург (* 8 юли 1439; † 3 декември 1503), женен на 22 или 29 октомври 1458 г. в Арнщат за Маргарета фон Хенеберг-Шлойзинген (* 10 октомври 1444; † 16 февруари 1485), дъщеря на граф Вилхелм II фон Хенеберг-Шлойзинген (1415 – 1444)
- Хайнрих XXVII фон Шварцбург (* 13 ноември 1440; † 24 декември 1496), архиепископ на Бремен (1463 – 1496), епископ на Мюнстер (1466 – 1496)
- Катарина фон Шварцбург-Бланкенбург (* 2 февруари 1442; † 9 ноември 1484), омъжена I. на 5 ноември 1458 г. в Арнщат за граф Бурхард VII фон Мансфелд (Бусо VII) († 23 септември 1460), II. 1462 г. за граф Зигмунд I фон Глайхен-Тона († 8 март 1494)
- Гюнтер XXXVII фон Шварцбург (* 8 юни 1443; † пр. 31 декември 1443)
- Хайнрих XXVIII фон Шварцбург (* 19 ноември 1445; † 22 февруари 1481, убит в битка в Бремен), каноник в Кьолн, приор на Св. Петър в Майнц
- Гюнтер XXXVIII фон Шварцбург-Бланкенбург (* 1450; † 29 ноември 1484, убит в битка в Бремен), женен 1470 г. за Катарина фон Кверфурт (* ок. 1450; † 22 февруари 1521), дъщеря на Бруно VI фон Кверфурт (1416 – 1496)
- Хайнрих XXIX фон Шварцбург (* 10 август 1452; † 31 март 1499), каноник в Хилдесхайм, приор в Рудолщат
- Гюнтер XXXIX фон Шварцбург-Арнщат-Бланкенбург (* 30 май 1455; † 8 август 1531), граф на Шварцбург-Арнщат-Бланкенбург, женен на 3 ноември 1493 г. в Зондерсхаузен за Амалия фон Мансфелд (* 1473; † 18 юли 1517), дъщеря на граф Фолрад III фон Мансфелд-Рамелбург († 1499)
- Хайнрих XXX фон Шварцбург (* 31 декември 1456; † 4 май 1522), каноник в Страсбург, приор в Йехабург
- Мария фон Шварцбург (* 16 юни 1458; † 31 декември 1458)
- Мария фон Шварцбург (* 4 ноември 1459; † 9 декември 1459)